# 1687
Portal Geschichte | Portal Biografien | Aktuelle Ereignisse | Jahreskalender | Tagesartikel

◄ |
16. Jahrhundert |
17. Jahrhundert
| 18. Jahrhundert | ►

◄ |
1650er |
1660er |
1670er |
1680er
| 1690er | 1700er | 1710er | ►

◄◄ |
◄ |
1683 |
1684 |
1685 |
1686 |
1687
| 1688 | 1689 | 1690 | 1691 | ► | ►►
Staatsoberhäupter  · Nekrolog   · Musikjahr
| Januar | Januar | Januar | Januar | Januar | Januar | Januar | Januar |
| Kw     | Mo     | Di     | Mi     | Do     | Fr     | Sa     | So     |
| 1      |        |        | 1      | 2      | 3      | 4      | 5      |
| 2      | 6      | 7      | 8      | 9      | 10     | 11     | 12     |
| 3      | 13     | 14     | 15     | 16     | 17     | 18     | 19     |
| 4      | 20     | 21     | 22     | 23     | 24     | 25     | 26     |
| 5      | 27     | 28     | 29     | 30     | 31     |        |        |
| ------ | ------ | ------ | ------ | ------ | ------ | ------ | ------ |

| Februar | Februar | Februar | Februar | Februar | Februar | Februar | Februar |
| Kw      | Mo      | Di      | Mi      | Do      | Fr      | Sa      | So      |
| 5       |         |         |         |         |         | 1       | 2       |
| 6       | 3       | 4       | 5       | 6       | 7       | 8       | 9       |
| 7       | 10      | 11      | 12      | 13      | 14      | 15      | 16      |
| 8       | 17      | 18      | 19      | 20      | 21      | 22      | 23      |
| 9       | 24      | 25      | 26      | 27      | 28      |         |         |
| ------- | ------- | ------- | ------- | ------- | ------- | ------- | ------- |

| März | März | März | März | März | März | März | März |
| Kw   | Mo   | Di   | Mi   | Do   | Fr   | Sa   | So   |
| 9    |      |      |      |      |      | 1    | 2    |
| 10   | 3    | 4    | 5    | 6    | 7    | 8    | 9    |
| 11   | 10   | 11   | 12   | 13   | 14   | 15   | 16   |
| 12   | 17   | 18   | 19   | 20   | 21   | 22   | 23   |
| 13   | 24   | 25   | 26   | 27   | 28   | 29   | 30   |
| 14   | 31   |      |      |      |      |      |      |
| ---- | ---- | ---- | ---- | ---- | ---- | ---- | ---- |

| April | April | April | April | April | April | April | April |
| Kw    | Mo    | Di    | Mi    | Do    | Fr    | Sa    | So    |
| 14    |       | 1     | 2     | 3     | 4     | 5     | 6     |
| 15    | 7     | 8     | 9     | 10    | 11    | 12    | 13    |
| 16    | 14    | 15    | 16    | 17    | 18    | 19    | 20    |
| 17    | 21    | 22    | 23    | 24    | 25    | 26    | 27    |
| 18    | 28    | 29    | 30    |       |       |       |       |
| ----- | ----- | ----- | ----- | ----- | ----- | ----- | ----- |

| Mai | Mai | Mai | Mai | Mai | Mai | Mai | Mai |
| Kw  | Mo  | Di  | Mi  | Do  | Fr  | Sa  | So  |
| 18  |     |     |     | 1   | 2   | 3   | 4   |
| 19  | 5   | 6   | 7   | 8   | 9   | 10  | 11  |
| 20  | 12  | 13  | 14  | 15  | 16  | 17  | 18  |
| 21  | 19  | 20  | 21  | 22  | 23  | 24  | 25  |
| 22  | 26  | 27  | 28  | 29  | 30  | 31  |     |
| --- | --- | --- | --- | --- | --- | --- | --- |

| Juni | Juni | Juni | Juni | Juni | Juni | Juni | Juni |
| Kw   | Mo   | Di   | Mi   | Do   | Fr   | Sa   | So   |
| 22   |      |      |      |      |      |      | 1    |
| 23   | 2    | 3    | 4    | 5    | 6    | 7    | 8    |
| 24   | 9    | 10   | 11   | 12   | 13   | 14   | 15   |
| 25   | 16   | 17   | 18   | 19   | 20   | 21   | 22   |
| 26   | 23   | 24   | 25   | 26   | 27   | 28   | 29   |
| 27   | 30   |      |      |      |      |      |      |
| ---- | ---- | ---- | ---- | ---- | ---- | ---- | ---- |

| Juli | Juli | Juli | Juli | Juli | Juli | Juli | Juli |
| Kw   | Mo   | Di   | Mi   | Do   | Fr   | Sa   | So   |
| 27   |      | 1    | 2    | 3    | 4    | 5    | 6    |
| 28   | 7    | 8    | 9    | 10   | 11   | 12   | 13   |
| 29   | 14   | 15   | 16   | 17   | 18   | 19   | 20   |
| 30   | 21   | 22   | 23   | 24   | 25   | 26   | 27   |
| 31   | 28   | 29   | 30   | 31   |      |      |      |
| ---- | ---- | ---- | ---- | ---- | ---- | ---- | ---- |

| August | August | August | August | August | August | August | August |
| Kw     | Mo     | Di     | Mi     | Do     | Fr     | Sa     | So     |
| 31     |        |        |        |        | 1      | 2      | 3      |
| 32     | 4      | 5      | 6      | 7      | 8      | 9      | 10     |
| 33     | 11     | 12     | 13     | 14     | 15     | 16     | 17     |
| 34     | 18     | 19     | 20     | 21     | 22     | 23     | 24     |
| 35     | 25     | 26     | 27     | 28     | 29     | 30     | 31     |
| ------ | ------ | ------ | ------ | ------ | ------ | ------ | ------ |

| September | September | September | September | September | September | September | September |
| Kw        | Mo        | Di        | Mi        | Do        | Fr        | Sa        | So        |
| 36        | 1         | 2         | 3         | 4         | 5         | 6         | 7         |
| 37        | 8         | 9         | 10        | 11        | 12        | 13        | 14        |
| 38        | 15        | 16        | 17        | 18        | 19        | 20        | 21        |
| 39        | 22        | 23        | 24        | 25        | 26        | 27        | 28        |
| 40        | 29        | 30        |           |           |           |           |           |
| --------- | --------- | --------- | --------- | --------- | --------- | --------- | --------- |

| Oktober | Oktober | Oktober | Oktober | Oktober | Oktober | Oktober | Oktober |
| Kw      | Mo      | Di      | Mi      | Do      | Fr      | Sa      | So      |
| 40      |         |         | 1       | 2       | 3       | 4       | 5       |
| 41      | 6       | 7       | 8       | 9       | 10      | 11      | 12      |
| 42      | 13      | 14      | 15      | 16      | 17      | 18      | 19      |
| 43      | 20      | 21      | 22      | 23      | 24      | 25      | 26      |
| 44      | 27      | 28      | 29      | 30      | 31      |         |         |
| ------- | ------- | ------- | ------- | ------- | ------- | ------- | ------- |

| November | November | November | November | November | November | November | November |
| Kw       | Mo       | Di       | Mi       | Do       | Fr       | Sa       | So       |
| 44       |          |          |          |          |          | 1        | 2        |
| 45       | 3        | 4        | 5        | 6        | 7        | 8        | 9        |
| 46       | 10       | 11       | 12       | 13       | 14       | 15       | 16       |
| 47       | 17       | 18       | 19       | 20       | 21       | 22       | 23       |
| 48       | 24       | 25       | 26       | 27       | 28       | 29       | 30       |
| -------- | -------- | -------- | -------- | -------- | -------- | -------- | -------- |

| Dezember | Dezember | Dezember | Dezember | Dezember | Dezember | Dezember | Dezember |
| Kw       | Mo       | Di       | Mi       | Do       | Fr       | Sa       | So       |
| 49       | 1        | 2        | 3        | 4        | 5        | 6        | 7        |
| 50       | 8        | 9        | 10       | 11       | 12       | 13       | 14       |
| 51       | 15       | 16       | 17       | 18       | 19       | 20       | 21       |
| 52       | 22       | 23       | 24       | 25       | 26       | 27       | 28       |
| 1        | 29       | 30       | 31       |          |          |          |          |
| -------- | -------- | -------- | -------- | -------- | -------- | -------- | -------- |

| Januar | Januar | Januar | Januar | Januar | Januar | Januar | Januar |
| Kw     | Mo     | Di     | Mi     | Do     | Fr     | Sa     | So     |
| 1      |        |        | 1      | 2      | 3      | 4      | 5      |
| 2      | 6      | 7      | 8      | 9      | 10     | 11     | 12     |
| 3      | 13     | 14     | 15     | 16     | 17     | 18     | 19     |
| 4      | 20     | 21     | 22     | 23     | 24     | 25     | 26     |
| 5      | 27     | 28     | 29     | 30     | 31     |        |        |
| ------ | ------ | ------ | ------ | ------ | ------ | ------ | ------ |

| Februar | Februar | Februar | Februar | Februar | Februar | Februar | Februar |
| Kw      | Mo      | Di      | Mi      | Do      | Fr      | Sa      | So      |
| 5       |         |         |         |         |         | 1       | 2       |
| 6       | 3       | 4       | 5       | 6       | 7       | 8       | 9       |
| 7       | 10      | 11      | 12      | 13      | 14      | 15      | 16      |
| 8       | 17      | 18      | 19      | 20      | 21      | 22      | 23      |
| 9       | 24      | 25      | 26      | 27      | 28      |         |         |
| ------- | ------- | ------- | ------- | ------- | ------- | ------- | ------- |

| März | März | März | März | März | März | März | März |
| Kw   | Mo   | Di   | Mi   | Do   | Fr   | Sa   | So   |
| 9    |      |      |      |      |      | 1    | 2    |
| 10   | 3    | 4    | 5    | 6    | 7    | 8    | 9    |
| 11   | 10   | 11   | 12   | 13   | 14   | 15   | 16   |
| 12   | 17   | 18   | 19   | 20   | 21   | 22   | 23   |
| 13   | 24   | 25   | 26   | 27   | 28   | 29   | 30   |
| 14   | 31   |      |      |      |      |      |      |
| ---- | ---- | ---- | ---- | ---- | ---- | ---- | ---- |

| April | April | April | April | April | April | April | April |
| Kw    | Mo    | Di    | Mi    | Do    | Fr    | Sa    | So    |
| 14    |       | 1     | 2     | 3     | 4     | 5     | 6     |
| 15    | 7     | 8     | 9     | 10    | 11    | 12    | 13    |
| 16    | 14    | 15    | 16    | 17    | 18    | 19    | 20    |
| 17    | 21    | 22    | 23    | 24    | 25    | 26    | 27    |
| 18    | 28    | 29    | 30    |       |       |       |       |
| ----- | ----- | ----- | ----- | ----- | ----- | ----- | ----- |

| Mai | Mai | Mai | Mai | Mai | Mai | Mai | Mai |
| Kw  | Mo  | Di  | Mi  | Do  | Fr  | Sa  | So  |
| 18  |     |     |     | 1   | 2   | 3   | 4   |
| 19  | 5   | 6   | 7   | 8   | 9   | 10  | 11  |
| 20  | 12  | 13  | 14  | 15  | 16  | 17  | 18  |
| 21  | 19  | 20  | 21  | 22  | 23  | 24  | 25  |
| 22  | 26  | 27  | 28  | 29  | 30  | 31  |     |
| --- | --- | --- | --- | --- | --- | --- | --- |

| Juni | Juni | Juni | Juni | Juni | Juni | Juni | Juni |
| Kw   | Mo   | Di   | Mi   | Do   | Fr   | Sa   | So   |
| 22   |      |      |      |      |      |      | 1    |
| 23   | 2    | 3    | 4    | 5    | 6    | 7    | 8    |
| 24   | 9    | 10   | 11   | 12   | 13   | 14   | 15   |
| 25   | 16   | 17   | 18   | 19   | 20   | 21   | 22   |
| 26   | 23   | 24   | 25   | 26   | 27   | 28   | 29   |
| 27   | 30   |      |      |      |      |      |      |
| ---- | ---- | ---- | ---- | ---- | ---- | ---- | ---- |

| Juli | Juli | Juli | Juli | Juli | Juli | Juli | Juli |
| Kw   | Mo   | Di   | Mi   | Do   | Fr   | Sa   | So   |
| 27   |      | 1    | 2    | 3    | 4    | 5    | 6    |
| 28   | 7    | 8    | 9    | 10   | 11   | 12   | 13   |
| 29   | 14   | 15   | 16   | 17   | 18   | 19   | 20   |
| 30   | 21   | 22   | 23   | 24   | 25   | 26   | 27   |
| 31   | 28   | 29   | 30   | 31   |      |      |      |
| ---- | ---- | ---- | ---- | ---- | ---- | ---- | ---- |

| August | August | August | August | August | August | August | August |
| Kw     | Mo     | Di     | Mi     | Do     | Fr     | Sa     | So     |
| 31     |        |        |        |        | 1      | 2      | 3      |
| 32     | 4      | 5      | 6      | 7      | 8      | 9      | 10     |
| 33     | 11     | 12     | 13     | 14     | 15     | 16     | 17     |
| 34     | 18     | 19     | 20     | 21     | 22     | 23     | 24     |
| 35     | 25     | 26     | 27     | 28     | 29     | 30     | 31     |
| ------ | ------ | ------ | ------ | ------ | ------ | ------ | ------ |

| September | September | September | September | September | September | September | September |
| Kw        | Mo        | Di        | Mi        | Do        | Fr        | Sa        | So        |
| 36        | 1         | 2         | 3         | 4         | 5         | 6         | 7         |
| 37        | 8         | 9         | 10        | 11        | 12        | 13        | 14        |
| 38        | 15        | 16        | 17        | 18        | 19        | 20        | 21        |
| 39        | 22        | 23        | 24        | 25        | 26        | 27        | 28        |
| 40        | 29        | 30        |           |           |           |           |           |
| --------- | --------- | --------- | --------- | --------- | --------- | --------- | --------- |

| Oktober | Oktober | Oktober | Oktober | Oktober | Oktober | Oktober | Oktober |
| Kw      | Mo      | Di      | Mi      | Do      | Fr      | Sa      | So      |
| 40      |         |         | 1       | 2       | 3       | 4       | 5       |
| 41      | 6       | 7       | 8       | 9       | 10      | 11      | 12      |
| 42      | 13      | 14      | 15      | 16      | 17      | 18      | 19      |
| 43      | 20      | 21      | 22      | 23      | 24      | 25      | 26      |
| 44      | 27      | 28      | 29      | 30      | 31      |         |         |
| ------- | ------- | ------- | ------- | ------- | ------- | ------- | ------- |

| November | November | November | November | November | November | November | November |
| Kw       | Mo       | Di       | Mi       | Do       | Fr       | Sa       | So       |
| 44       |          |          |          |          |          | 1        | 2        |
| 45       | 3        | 4        | 5        | 6        | 7        | 8        | 9        |
| 46       | 10       | 11       | 12       | 13       | 14       | 15       | 16       |
| 47       | 17       | 18       | 19       | 20       | 21       | 22       | 23       |
| 48       | 24       | 25       | 26       | 27       | 28       | 29       | 30       |
| -------- | -------- | -------- | -------- | -------- | -------- | -------- | -------- |

| Dezember | Dezember | Dezember | Dezember | Dezember | Dezember | Dezember | Dezember |
| Kw       | Mo       | Di       | Mi       | Do       | Fr       | Sa       | So       |
| 49       | 1        | 2        | 3        | 4        | 5        | 6        | 7        |
| 50       | 8        | 9        | 10       | 11       | 12       | 13       | 14       |
| 51       | 15       | 16       | 17       | 18       | 19       | 20       | 21       |
| 52       | 22       | 23       | 24       | 25       | 26       | 27       | 28       |
| 1        | 29       | 30       | 31       |          |          |          |          |
| -------- | -------- | -------- | -------- | -------- | -------- | -------- | -------- |

## Ereignisse

### Politik und Weltgeschehen

#### Großer Türkenkrieg
- Mai: Der erste der beiden Krimfeldzüge der russischen Armee unter Wassili Wassiljewitsch Golizyn gegen das Osmanische Reich beginnt von der linksufrigen Ukraine aus. Die Krimtataren zünden jedoch die Steppe an, was ein Vorwärtskommen der Russen unmöglich macht, die sich bald wieder zurückziehen müssen.

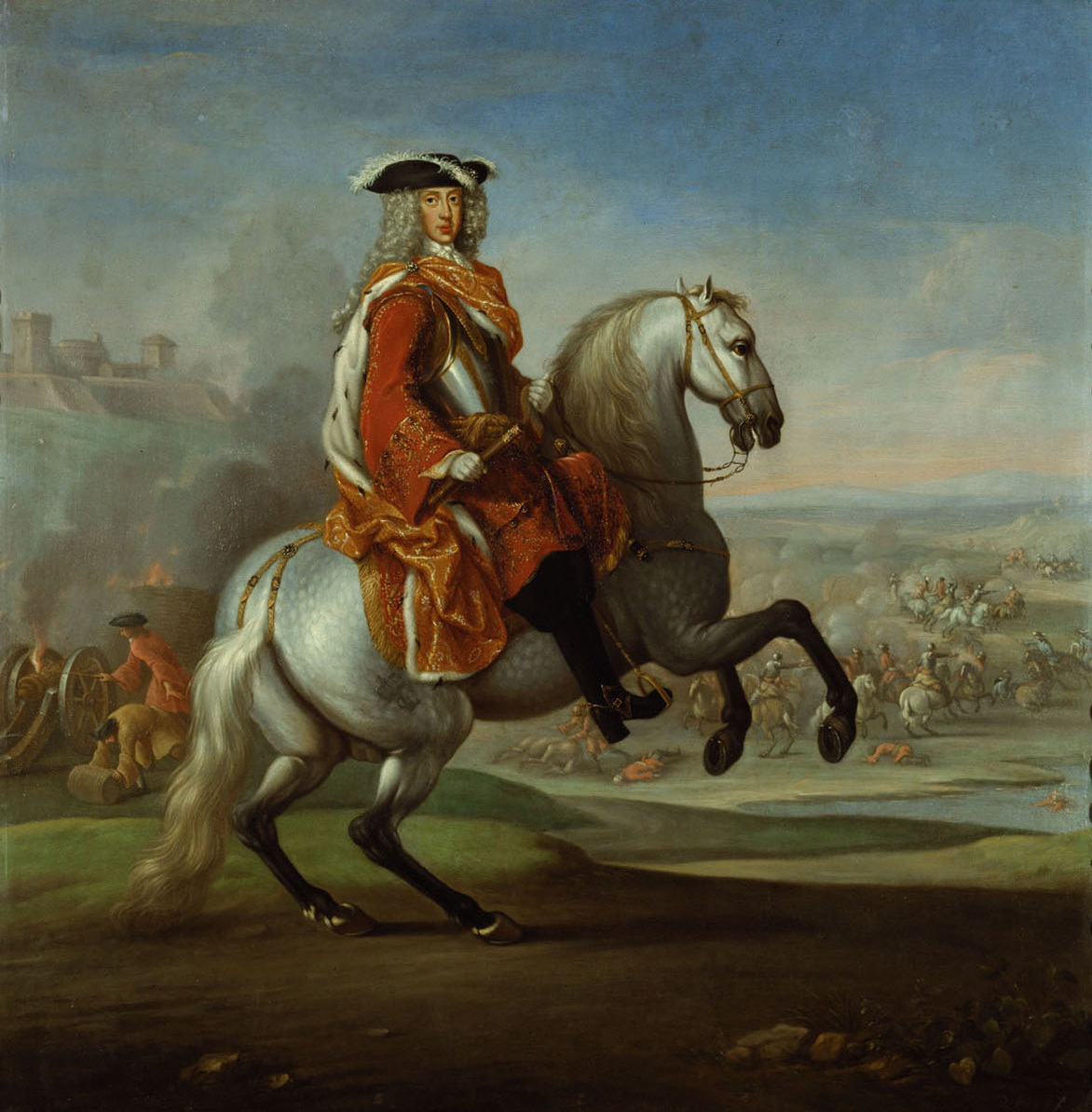
Karl V. von Lothringen

- 12. August: In der Schlacht bei Mohács besiegen die Österreicher unter Karl V. von Lothringen die Osmanen entscheidend. Sultan Mehmed IV. wird in der Folge durch eine Hofintrige entmachtet, sein Bruder Süleyman II. besteigt den Thron. Als man auf ihn zukommt, um ihn von seiner Thronbesteigung zu unterrichten, nachdem er die letzten 20 Jahre in Gefangenschaft im Palast verbracht hat, ist seine erste Reaktion die Angst, dass die Delegation im Auftrag seines Bruders gekommen sei, um ihn zu töten.

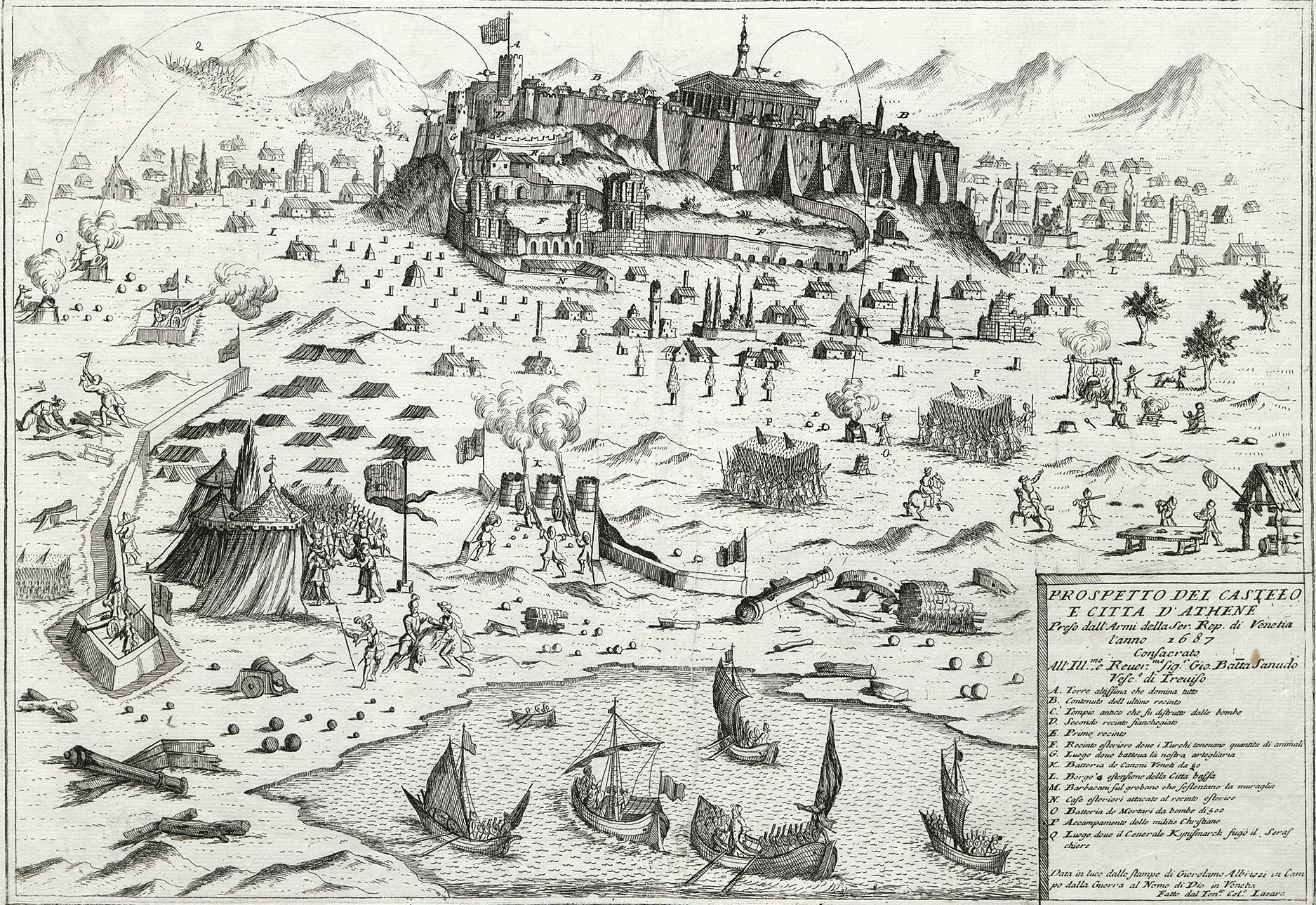
Die venetianische Belagerung der Akropolis

- 26. September: Bei einer Belagerung der Athener Akropolis durch die venezianische Armee unter Francesco Morosini wird der Parthenon teilweise zerstört.
- 9. Dezember: Der Habsburger Joseph I. wird im Alter von neun Jahren noch zu Lebzeiten seines Vaters Leopold I. zum König von Ungarn gekrönt.

#### Weitere Ereignisse in Europa
- 5. März bis 12. September: In Eperjes (slowakisch Prešov in der heutigen Slowakei, damals als Oberungarn Teil Ungarns) wird im Zuge der Gegenreformation eine Gruppe von 24 evangelischen Bürgern der Stadt, die sogenannten Märtyrer von Eperjes, hingerichtet.

#### Afrika
- 31. Dezember: Die ersten aus Frankreich wegen der dortigen Hugenottenverfolgung und des Edikts von Fontainebleau emigrierenden Hugenotten reisen auf dem Schiff Voorschotten von den Niederlanden aus in Richtung der Kapkolonie am Kap der Guten Hoffnung ab.

#### Indien

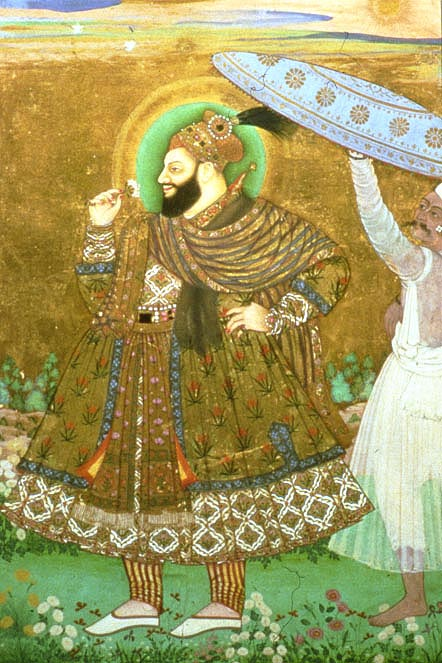
Abul Hasan Qutb Shah, letzter Sultan von Golkonda, Miniatur im Dekkanstil (um 1672–1680)

- September: Die Festung Golkonda wird nach achtmonatiger Belagerung durch Bestechung von Mogul Aurangzeb erobert. Sultan Abul Hasan Qutb Shah wird gefangen genommen, das Dekkan-Sultanat Golkonda dem Mogulreich einverleibt.

#### Nordamerika
- 19. März: Der französische Entdecker René-Robert Cavelier, Sieur de La Salle wird im Gebiet des heutigen Texas von eigenen Leuten ermordet.

### Wirtschaft
- Deutsche Währungsgeschichte vor 1871: In Kurbrandenburg wird der Leipziger Fuß als Münzfuß für Silbermünzen festgelegt. Er löst den Zinnaer Münzfuß ab.

### Wissenschaft und Technik
- 5. Juli: Isaac Newtons Hauptwerk Philosophiae Naturalis Principia Mathematica (Mathematische Prinzipien der Naturphilosophie) erscheint, in dem er die drei Newtonschen Gesetze der klassischen Mechanik, das Trägheitsprinzip, das Aktionsprinzip und das Wechselwirkungsprinzip formuliert. Edmond Halley hat das Werk initiiert und finanziert.
- Andreas Kieser gibt die Arbeit an der Kieserschen Forstkarte auf.

### Kultur

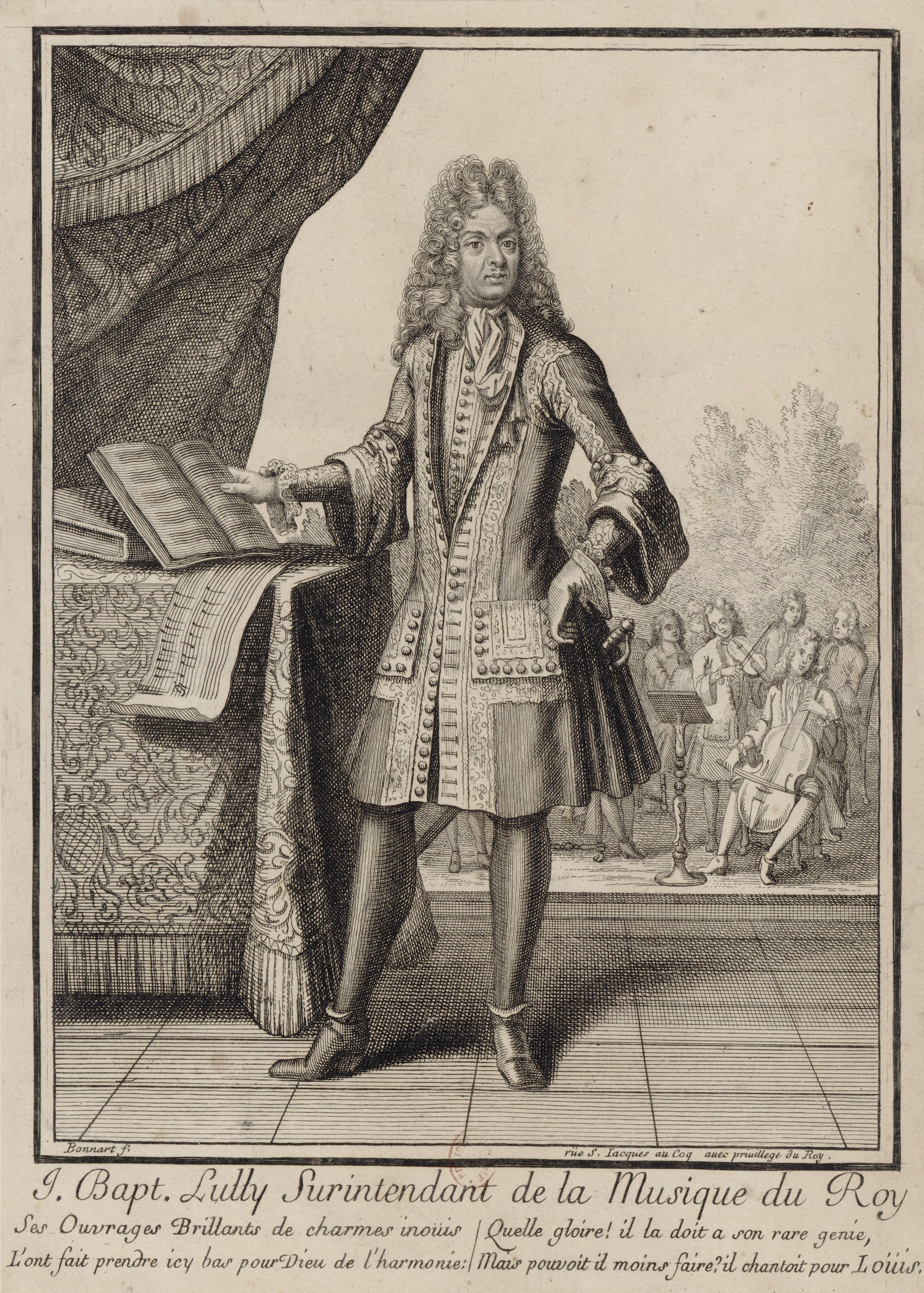
Lully in Hoftracht

- 8. Januar: Beim Dirigieren einer aktuellen Version seines 1678 komponierten Te Deum anlässlich der Genesung König Ludwigs XIV. von einer schweren Krankheit rammt sich Jean-Baptiste Lully den Taktstock in den Fuß. Es entwickelt sich Wundbrand und weil er es ablehnt, eine Zehe amputieren zu lassen, stirbt der französische Komponist am 22. März an seiner Verletzung.

### Gesellschaft
- 18. Juli: Die Herzöge Rudolph August und Anton Ulrich von Braunschweig-Wolfenbüttel gründen in Wolfenbüttel die Ritterakademie Rudolph-Antoniana.
- Mit fünf Lehrern und zehn Schülern wird das Gymnasium Antonianum in Geseke im Herzogtum Westfalen gegründet.

### Katastrophen
- 24. Juni: Am Johannistag stürzt das Bergwerk von Falun in Schweden ein, ohne dass jedoch Menschen zu Schaden kommen.
- 5. September: Eine Gruppe von 137 französischen Flüchtlingen (Hugenotten) fährt mit zwei aneinander gebundenen Barken auf der Aare Richtung Lyss. Die betrunkenen Schiffsleute steuern die Weidlinge zwischen Aarberg und Lyss auf einen Baumstrunk. Die Schiffe kentern und 111 Menschen ertrinken. Dies ist eine der größten Schiffskatastrophen, die die Schweiz je erlebte.

## Geboren

### Geburtsdatum gesichert
- 06. Januar: Balthasar Augustin Albrecht, Münchner Hofmaler des Barock († 1765)
- 17. Januar: Alexander David, herzoglicher braunschweigischer Hof- und Kammeragent und kaiserlicher Faktor († 1765)
- 22. Januar: Johann Bernhard Wiedeburg, deutscher Mathematiker und Astronom († 1766)

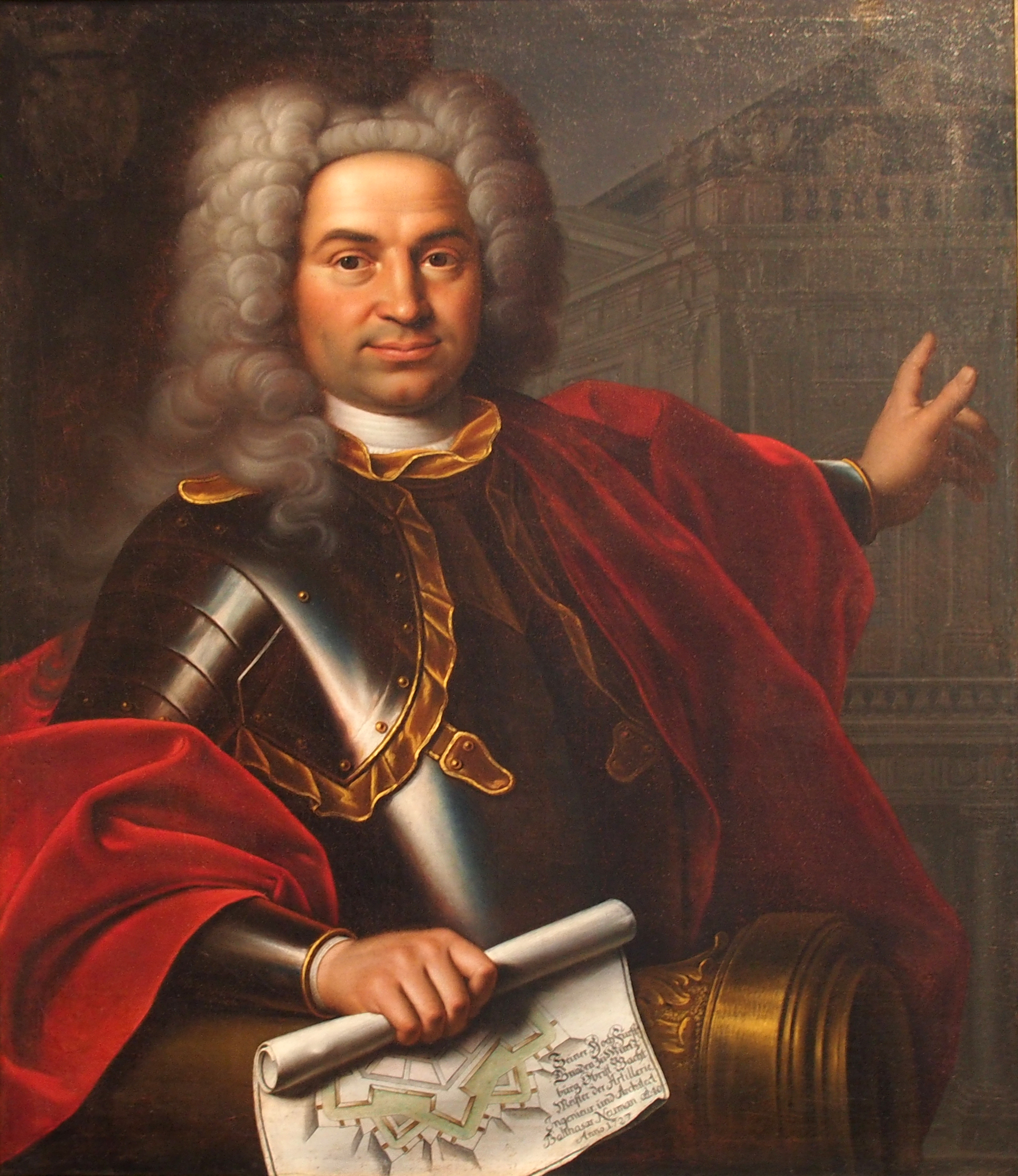
Johann Balthasar Neumann, 1727

- vermutlich 27. Januar: Balthasar Neumann, deutscher Architekt († 1753)
- 15. Februar: Theodor Ankarcrona, schwedischer Admiral († 1750)
- 14. März: Johann Christian Schöttgen, deutscher Pädagoge, Historiker und Lexikograph († 1751)
- 18. März: Christof Heinrich von Berger, deutscher Jurist († 1737)
- 18. März: Johann Tobias Dressel, sächsischer Orgelbauer († 1758)
- 16. April: Paul Christian Zink, deutscher Maler († 1770)
- 20. April: Marianus Pusch, Benediktiner und Abt der Abtei Niederaltaich († 1746)
- 30. April: Pedro Cebrián y Agustín, spanischer Offizier, Diplomat und Kolonialverwalter, Vizekönig von Neuspanien († 1752)
- 03. Mai: Johann Balthasar Bernhold, deutscher evangelischer Geistlicher und Hochschullehrer († 1769)
- 08. Mai: Jean Henri Desmercières, dänischer Bankier († 1778)
- 24. Mai: Johann Gottfried Borlach, kurfürstlich-sächsischer Bergrat († 1768)
- 31. Mai: Friedemann Andreas Zülich, deutscher evangelischer Geistlicher und Hochschullehrer († 1748)
- 06. Juni: Giovanni Battista Pittoni, venezianischer Maler und Zeichner († 1767)
- 22. Juni: Jacopo Appiani, italienischer Stuckateur († 1742)
- 24. Juni: Johann Albrecht Bengel, deutscher Theologe († 1752)
- 09. Juli: Heinrich Johann Friedrich Ostermann, russischer Diplomat und Staatsmann († 1747)
- 10. Juli: Johann Georg Weber, deutscher lutherischer Theologe († 1753)
- 04. August: Johann Wilhelm Friso, Fürst von Nassau-Dietz, Statthalter von Friesland, Groningen und Drenthe († 1711)
- 05. August: Maria Ernestine Francisca von Rietberg, Gräfin von Rietberg († 1758)
- 08. August: Johann Henrich von Seelen, deutscher lutherischer Theologe und Pädagoge († 1762)
- 26. August: Willem de Fesch, niederländischer Violinist und Komponist († 1757)
- 27. August: Giuseppe Simone Assemani, arabischer Orientalist († 1768)
- 04. September: Isaak Faesch, Schweizer Kaufmann, Sklavenhändler, Offizier in fremden Diensten sowie Gouverneur der niederländischen Kolonien St. Eustatius und Curaçao († 1758)
- 09. September: Johann Christoph Schütze, deutscher Baumeister, Bildhauer und Maler († 1765)
- 18. September: Johann Jakob Zehender, Schweizer evangelischer Geistlicher und Heimatforscher († 1766)
- 12. Oktober: Silvius Leopold Weiss, deutscher Lautenist und Komponist († 1750)
- 22. Oktober: Anton Ulrich, Herzog von Sachsen-Meiningen († 1763)
- 04. November: Catharina Christina von Ahlefeldt, Herzogin von Schleswig-Holstein-Glücksburg († 1726)
- 20. November: Jean Pierre Antoine d’Alençon, deutscher Beamter († 1752)
- 28. November: Erdmann Rudolf Fischer, deutscher lutherischer Theologe († 1776)
- 05. Dezember: Francesco Geminiani, italienischer Komponist und Violinist († 1762)
- 09. Dezember: Johann Adam Delsenbach, deutscher Kupferstecher († 1765)
- 09. Dezember: Antonio Ferrante Gonzaga, Herzog von Guastalla († 1729)
- 26. Dezember: Johann Georg Pisendel, deutscher Violinvirtuose († 1755)

### Genaues Geburtsdatum unbekannt
- Johann Elias Greifenhahn, deutscher Hochschullehrer († 1749)

## Gestorben

### Erstes Halbjahr
- 14. Januar: Othmar Appenzeller, Schweizer Bürgermeister (* 1610)
- 28. Januar: Johannes Hevelius, Danziger Astronom (* 1611)
- 30. Januar: François-Annibal II. d’Estrées, französischer Adliger und Diplomat (* 1623)
- 04. Februar: François de Créquy, Marquis de Marines, Marschall von Frankreich (* 1629)
- 11. Februar: Thomas Billeb, deutscher Jurist, Verwaltungsbeamter und gräflich-schwarzburgischer-Amtmann zu Großbodungen (* ca. 1617)
- 13. Februar: Charles III. de Blanchefort, duc de Créquy, französischer General und Diplomat (* 1623)
- 15. Februar: Matthäus Merian der Jüngere, deutscher Maler, Kupferstecher und Verleger (* 1621)
- 22. Februar: Francesco Lana Terzi, italienischer katholischer Priester und Erfinder (* 1631)
- 28. Februar: Malatyalı Süleyman Pascha, Großwesir des Osmanischen Reiches (* 1607)

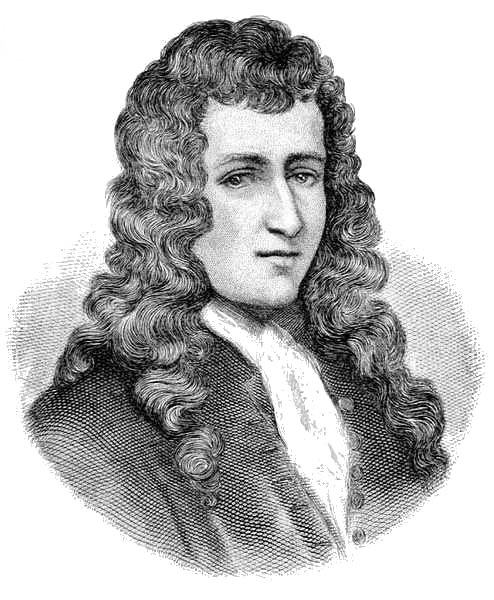
Robert Cavelier de La Salle

- 01. März: Christoph Junge, deutscher Orgelbauer (* 1644)
- 19. März: Robert Cavelier de La Salle, französischer Entdecker (ermordet) (* 1643)
- 20. März: Magdalena Sibylle von Brandenburg-Bayreuth, Kurfürstin von Sachsen (* 1612)
- 22. März: Jean-Baptiste Lully, französischer Komponist italienischer Abstammung (* 1632)
- 28. März: Constantijn Huygens, Dichter aus den Niederlanden (* 1596)
- 05. April: Josua Arnd, deutscher Theologe, Historiker und Kirchenlieddichter (* 1626)
- 07. April: Ludwig von Brandenburg, Prinz und Markgraf von Brandenburg (* 1666)
- 17. April: George Villiers, 2. Duke of Buckingham, englischer Diplomat (* 1628)
- 25. April: János Kájoni, rumänischer Franziskaner, Komponist, Orgelbauer und Buchdrucker (* 1629)
- 25. April: Gilberte Périer, Schwester und Biografin Blaise Pascals (* 1620)
- 30. April: Ernst Gottlieb von Börstel, kurbrandenburgischer Kriegsrat und Gouverneur von Magdeburg (* 1630)
- 03. Mai: Max Gandolf von Kuenburg, Bischof von Seckau und Erzbischof von Salzburg (* 1622)
- 18. Mai: Claude de Vin des Œillets, Mätresse Ludwigs XIV. (* 1637)
- 24. Mai: Otto von Grote, deutscher Beamter, Mitglied der „Fruchtbringenden Gesellschaft“ (* 1620)
- 26. Mai: Hans Joachim Haltmeyer, Schweizer Apotheker und Bürgermeister von St. Gallen (* 1614)
- 10. Juni: Ferdinand Maximilian, Graf von Rietberg (* 1653)
- 22. Juni: Heinrich Herbst der Ältere, deutscher Orgelbauer (* um 1620)

### Zweites Halbjahr
- 08. Juli: Johann Franz von Preysing, Bischof von Chiemsee (* 1615)
- 19. Juli: Laura Martinozzi, durch Heirat mit Alfonso IV. d’Este Herzogin von Modena (* 1635)
- 17. August: Adam Tribbechov, deutscher evangelischer Theologe, Historiker und Ethnologe (* 1641)
- 26. August: Johann Christoph Freiherr Adelmann von Adelmannsfelden, Propst der Fürstpropstei Ellwangen (* 1640)
- 10. September: David Clodius, deutscher Orientalist und evangelischer Theologe (* 1644)
- 19. September: Johannes Colberg, deutscher lutherischer Theologe (* 1623)
- 19. September: Magdalena Hedwig Röder, deutsche Malerin (* 1656)
- 28. September: Francesco della Torre, königlich Prager Hofsteinmetzmeister (* 1627)
- 28. September: François Turrettini, Schweizer reformierter Theologe (* 1623)
- 14. Oktober: Sarı Süleyman Pascha, Großwesir des Osmanischen Reiches (* um 1628/29)
- 21. Oktober: Edmund Waller, englischer Dichter und Politiker (* 1606)
- 24. Oktober: Marie Euphrosine von Pfalz-Zweibrücken-Kleeburg, Gräfin De la Gardie (* 1625)
- 11. November: David Schedlich, deutscher Komponist (* 1607)

Nell Gwyn, Gemälde von Sir Peter Lely

- 14. November: Nell Gwyn, („Pretty witty Nell“), englische Schauspielerin und Mätresse des englischen Königs Charles II. (* 1650 oder 1651)
- 25. November: Rajasingha II., König des singhalesischen Königreichs Kandy (* 1608)
- 16. Dezember: William Petty, britischer Physiker und Ökonom (* 1623)
- 30. Dezember: Bernhard Schultze, deutscher Rechtswissenschaftler und Kameralist (* 1622)

### Genaues Todesdatum unbekannt
- Isaak Orobio de Castro, portugiesischer marranischer Arzt, Philosoph und Schriftsteller (* um 1617)